# UEFA Champions League kvalifikationsfase og playoffrunde 2015-16
UEFA Champions League kvalifikationsfase og playoffrunde 2015-16 finder ti af de 32 hold der skal spille i gruppespillet.

## Deltagere
En total på 78 hold vil deltage i Champions League 2015-16, fra 53 ud af 54 UEFA-forbund (Liechtenstein arrangerer ingen national ligaturnering). Forbundene allokerers pladser i forhold til deres UEFA Liga-koefficienter, der bestemmer hvor mange pladser det enkelte land gives:
- Forbundene fra 1–3 har hver fire kvalificerede hold
- Forbundene fra 4–6 har hver tre kvalificerede hold
- Forbundene fra 7–15 har hver to kvalificerede hold
- Forbundene fra 16–54 har hver et kvalificeret hold (undtagen Liechtenstein)
- Vinderne af UEFA Champions League 2014-15, altså den forsvarende mester, og UEFA Europa League 2014-15 gives yderligere en plads, hvis de ikke kvalificerer sig gennem den nationale turnering. Men da de øverste forbund ikke kan have mere end fem hold med i Champions League, vil den forsvarende mestre fra en af disse tre forbund tage pladsen fra det fjerdebedst placerede hold i dennes nationale liga.[2] For denne sæson:
  - Vinderen af UEFA Champions League 2014-15, Barcelona, kvalificerede sig gennem den hjemlige liga, hvilket betyder den ekstra plads ikke bliver nødvendig.
  - Vinderen af UEFA Europa League 2014-15, Sevilla, kvalificerede sig ikke gennem den hjemlige liga, hvilket betyder at den ekstra plads bliver aktiveret.

### Forbundsrangering
Forbundene allokerers pladser i forhold til deres UEFA Liga-koefficienter fra 2011, der samler resultaterne af deres præstationer i europæiske konkurrencer fra 2009-10 til 2013-14.
- (EL) – Ekstra plads fra titel i Europa League 2014-15

| Rangering | Forbund    | Koeff. | Hold | Noter  |
| --------- | ---------- | ------ | ---- | ------ |
| 1         | Spanien    | 97.713 | 4    | +1(EL) |
| 2         | England    | 84.748 | 4    |        |
| 3         | Tyskland   | 81.641 | 4    |        |
| 4         | Italien    | 66.938 | 3    |        |
| 5         | Portugal   | 62.299 | 3    |        |
| 6         | Frankrig   | 56.500 | 3    |        |
| 7         | Rusland    | 46.998 | 2    |        |
| 8         | Holland    | 44.312 | 2    |        |
| 9         | Ukraine    | 40.966 | 2    |        |
| 10        | Belgien    | 36.300 | 2    |        |
| 11        | Tyrkiet    | 34.200 | 2    |        |
| 12        | Grækenland | 33.600 | 2    |        |
| 13        | Schweiz    | 33.225 | 2    |        |
| 14        | Østrig     | 30.925 | 2    |        |
| 15        | Tjekkiet   | 29.350 | 2    |        |
| 16        | Rumænien   | 27.257 | 1    |        |
| 17        | Israel     | 26.875 | 1    |        |
| 18        | Cypern     | 23.250 | 1    |        |

| Rangering | Forbund             | Koeff. | Hold | Noter |
| --------- | ------------------- | ------ | ---- | ----- |
| 19        | Danmark             | 21.300 | 1    |       |
| 20        | Kroatien            | 19.625 | 1    |       |
| 21        | Polen               | 18.875 | 1    |       |
| 22        | Hviderusland        | 18.625 | 1    |       |
| 23        | Skotland            | 16.566 | 1    |       |
| 24        | Sverige             | 16.325 | 1    |       |
| 25        | Bulgarien           | 15.625 | 1    |       |
| 26        | Norge               | 14.275 | 1    |       |
| 27        | Serbien             | 14.125 | 1    |       |
| 28        | Ungarn              | 11.625 | 1    |       |
| 29        | Slovenien           | 11.000 | 1    |       |
| 30        | Slovakiet           | 11.000 | 1    |       |
| 31        | Moldova             | 10.375 | 1    |       |
| 32        | Aserbajdsjan        | 10.375 | 1    |       |
| 33        | Georgien            | 9.875  | 1    |       |
| 34        | Kazakhstan          | 8.250  | 1    |       |
| 35        | Bosnien-Hercegovina | 7.500  | 1    |       |
| 36        | Finland             | 7.175  | 1    |       |

| Rangering | Forbund       | Koeff. | Hold | Noter |
| --------- | ------------- | ------ | ---- | ----- |
| 37        | Island        | 6.750  | 1    |       |
| 38        | Letland       | 6.250  | 1    |       |
| 39        | Montenegro    | 6.000  | 1    |       |
| 40        | Albanien      | 5.500  | 1    |       |
| 41        | Litauen       | 5.250  | 1    |       |
| 42        | Makedonien    | 5.250  | 1    |       |
| 43        | Irland        | 5.125  | 1    |       |
| 44        | Luxembourg    | 4.875  | 1    |       |
| 45        | Malta         | 4.833  | 1    |       |
| 46        | Liechtenstein | 4.500  | 0    |       |
| 47        | Nordirland    | 3.625  | 1    |       |
| 48        | Wales         | 3.000  | 1    |       |
| 49        | Armenien      | 2.875  | 1    |       |
| 50        | Estland       | 2.875  | 1    |       |
| 51        | Færøerne      | 2.125  | 1    |       |
| 52        | San Marino    | 0.999  | 1    |       |
| 53        | Andorra       | 0.833  | 1    |       |
| 54        | Gibraltar     | 0.000  | 1    |       |

## Runder og lodtrækningsdatoer
Alle lodtrækninger fandt sted i UEFA's hovedkvarter i Nyon i Schweiz.
| Runde                      | Lodtrækningsdato     | Første runde          | Anden runde         |
| -------------------------- | -------------------- | --------------------- | ------------------- |
| Første kvalifikationsrunde | 22. juni 2015 12:00  | 30. juni–1. juli 2015 | 7.–8. juli 2015     |
| Anden kvalifikationsrunde  | 22. juni 2015 12:00  | 14.–15. juli 2015     | 21.–22. juli 2015   |
| Tredje kvalifikationsrunde | 17. jul 2015 12:00   | 28.–29. juli 2015     | 4.–5. august 2015   |
| Play-offrunde              | 7. august 2015 12:00 | 18.–19. august 2015   | 25.–26. august 2015 |

## Første kvalifikationsrunde

### Seedning
I alt otte hold deltog i første kvalifikationsrunde. Lodtrækningen fandt sted den 22. juni 2015.
| Seedet                                                | Useedet                                         |
| ----------------------------------------------------- | ----------------------------------------------- |
| The New Saints Levadia Tallinn Pyunik FC Santa Coloma | Crusaders B36 Tórshavn Lincoln Red Imps Folgore |

### Kampe
De første kampe blev spillet den 30. juni og 1. juli, mens returkampen blev spillet den 7. juli 2015.

| Hold 1           | Samlet  | Hold 2          | 1. kamp | 2. kamp |
| ---------------- | ------- | --------------- | ------- | ------- |
| Lincoln Red Imps | 2–1     | FC Santa Coloma | 0–0     | 2–1     |
| Crusaders        | 1–1 (u) | Levadia Tallinn | 0–0     | 1–1     |
| Pyunik           | 4–2     | Folgore         | 2–1     | 2–1     |
| B36 Tórshavn     | 2–6     | The New Saints  | 1–2     | 1–4     |

#### Første kamp
| 30. juni 2015 18:00 |

| Pyunik                      | 2–1     | Folgore      |
| --------------------------- | ------- | ------------ |
| Satumyan 45+2' · Romero 48' | Rapport | Hirsch 71' · |

| Vazgen Sargsyan Republican Stadium, Yerevan Tilskuere: 4.000 Dommer: Dimitrios Massias (Cypern) |

| 30. juni 2015 20:00 |

| Lincoln Red Imps | 0–0     | FC Santa Coloma |
| ---------------- | ------- | --------------- |
|                  | Rapport |                 |

| Victoria Stadium, Gibraltar Tilskuere: 1.520 Dommer: Johnny Casanova (San Marino) |

| 30. juni 2015 20:45 |

| Crusaders | 0–0     | Levadia Tallinn |
| --------- | ------- | --------------- |
|           | Rapport |                 |

| Seaview, Belfast Tilskuere: 1.748 Dommer: Þorvaldur Árnason (Island) |

| 1. juli 2015 20:00 |

| B36 Tórshavn | 1–2     | The New Saints           |
| ------------ | ------- | ------------------------ |
| Samuelsen 7' | Rapport | Quigley 9' · Wilde 90' · |

| Tórsvøllur, Tórshavn Tilskuere: 1.050 Dommer: Sven Bindels (Luxembourg) |

#### Returkamp
| 7. juli 2015 18:00 |

| Levadia Tallinn | 1–1     | Crusaders    |
| --------------- | ------- | ------------ |
| Luts 22'        | Rapport | Carvill 4' · |

| A. Le Coq Arena, Tallinn Tilskuere: 1.230 Dommer: Giorgi Kruashvili (Georgien) |

1–1 samlet. Crusaders vandt på reglen om udebanemål.
| 7. juli 2015 20:00 |

| FC Santa Coloma | 1–2     | Lincoln Red Imps               |
| --------------- | ------- | ------------------------------ |
| Lima 44'        | Rapport | Bardon 48' · L. Casciaro 64' · |

| Estadi Comunal, Andorra la Vella Tilskuere: 700 Dommer: Roomer Tarajev (Estland) |

Lincoln Red Imps vandt 2–1 samlet.
| 7. juli 2015 20:00 |

| The New Saints                     | 4–1     | B36 Tórshavn       |
| ---------------------------------- | ------- | ------------------ |
| Wilde 15', 27', 47' · Williams 89' | Rapport | Cieślewicz 90+1' · |

| Park Hall, Oswestry Tilskuere: 1.148 Dommer: Ville Nevalainen (Finland) |

The New Saints vandt 6–2 samlet.
| 7. juli 2015 20:30 |

| Folgore    | 1–2     | Pyunik                              |
| ---------- | ------- | ----------------------------------- |
| Traini 65' | Rapport | K. Hovhannisyan 6' · Satumyan 41' · |

| San Marino Stadium, Serravalle Tilskuere: 821 Dommer: Ignasi Villamayor Rozados (Andorra) |

Pyunik vandt 4–2 samlet.

## Anden kvalifikationsrunde

### Seedning
I alt 34 hold deltog i anden kvalifikstionsrunde: 30 hold trådte ind i denne runde samt fire vindere fra første kvalifikationsrunde. Lodtrækninen fandt sted den 22. juni 2015.
| Gruppe 1                                           | Gruppe 1                                         | Gruppe 2                                           | Gruppe 2                                                                  | Gruppe 3                                                                            | Gruppe 3                                                                 |
| Seedet                                             | Useedet                                          | Seedet                                             | Unseedet                                                                  | Seedet                                                                              | Useedet                                                                  |
| -------------------------------------------------- | ------------------------------------------------ | -------------------------------------------------- | ------------------------------------------------------------------------- | ----------------------------------------------------------------------------------- | ------------------------------------------------------------------------ |
| APOEL Maribor Maccabi Tel Aviv Lech Poznań Qarabağ | Sarajevo Astana Rudar Pljevlja Vardar Hibernians | Celtic BATE Borisov Malmö FF HJK Molde Midtjylland | Ventspils Žalgiris Vilnius Pyunik[†] Stjarnan Lincoln Red Imps[†] Dundalk | Steaua Bukarest Ludogorets Razgrad Dinamo Zagreb Partizan Videoton Skënderbeu Korçë | The New Saints[†] Dila Gori Trenčín Crusaders[†] Milsami Orhei Fola Esch |

Noter
1. † Vinderne af første kvalifikationsrunde, hvis identitet på lodtrækningstidspunktet ikke var kendt. Hold i kursiv slog et hold med en højere koefficient end holdet selv, og tog dermed det pågældende holds koefficient med videre til lodtrækningen til anden kvalifikationsrunde.

### Kampe
De første kampe blev spillet den 14. og 15. juli, mens returkampene blev spillet den 21. og 22. juli 2015.

| Hold 1             | Samlet  | Hold 2           | 1. kamp | 2. kamp   |
| ------------------ | ------- | ---------------- | ------- | --------- |
| Hibernians         | 3–6     | Maccabi Tel Aviv | 2–1     | 1–5       |
| APOEL              | 1–1 (u) | Vardar           | 0–0     | 1–1       |
| Qarabağ            | 1–0     | Rudar Pljevlja   | 0–0     | 1–0       |
| Sarajevo           | 0–3     | Lech Poznań      | 0–2     | 0–1       |
| Maribor            | 2–3     | Astana           | 1–0     | 1–3       |
| BATE Borisov       | 2–1     | Dundalk          | 2–1     | 0–0       |
| Ventspils          | 1–4[A]  | HJK              | 1–3     | 0–1       |
| Midtjylland        | 3–0     | Lincoln Red Imps | 1–0     | 2–0       |
| Molde              | 5–1     | Pyunik           | 5–0     | 0–1       |
| Malmö FF           | 1–0     | Žalgiris Vilnius | 0–0     | 1–0       |
| Celtic             | 6–1     | Stjarnan         | 2–0     | 4–1       |
| Trenčín            | 3–4     | Steaua Bukarest  | 0–2     | 3–2       |
| Partizan           | 3–0     | Dila Gori        | 1–0     | 2–0       |
| Ludogorets Razgrad | 1–3     | Milsami Orhei    | 0–1     | 1–2       |
| Dinamo Zagreb      | 4–1[A]  | Fola Esch        | 1–1     | 3–0       |
| Skënderbeu Korçë   | 6–4     | Crusaders        | 4–1     | 2–3       |
| The New Saints     | 1–2     | Videoton         | 0–1     | 1–1 (efs) |

Noter
1. ^ a b Rækkefølgen af kampe ændret efter lodtrækning.

#### Første kamp
| 14. juli 2015 17:30 |

| Ventspils    | 1–3     | HJK                                             |
| ------------ | ------- | ----------------------------------------------- |
| Jemeļins 63' | Rapport | Zeneli 75' (str.) · Jallow 86' · Tanaka 90+2' · |

| Ventspils Olimpiskais Stadions, Ventspils Tilskuere: 2.450 Dommer: Jakob Kehlet (Danmark) |

| 14. juli 2015 19:00 |

| APOEL | 0–0     | Vardar |
| ----- | ------- | ------ |
|       | Rapport |        |

| GSP Stadium, Nicosia Tilskuere: 14.531 Dommer: Aliyar Ağayev (Aserbajdsjan) |

| 14. juli 2015 19:30 |

| Midtjylland   | 1–0     | Lincoln Red Imps |
| ------------- | ------- | ---------------- |
| Rasmussen 33' | Rapport |                  |

| MCH Arena, Herning Tilskuere: 5.291 Dommer: Alan Mario Sant (Malta) |

| 14. juli 2015 19:45 |

| Ludogorets Razgrad | 0–1     | Milsami Orhei  |
| ------------------ | ------- | -------------- |
|                    | Rapport | Antoniuc 41' · |

| Ludogorets Arena, Razgrad Tilskuere: 5.120 Dommer: Antti Munukka (Finland) |

| 14. juli 2015 20:00 |

| Hibernians              | 2–1     | Maccabi Tel Aviv |
| ----------------------- | ------- | ---------------- |
| Jorginho 74' · Lima 85' | Rapport | Igiebor 22' ·    |

| Hibernians Ground, Paola Tilskuere: 1.470 Dommer: Sergey Lapochkin (Rusland) |

| 14. juli 2015 20:00 |

| Molde                                                    | 5–0     | Pyunik |
| -------------------------------------------------------- | ------- | ------ |
| Elyounoussi 35', 44' · Kamara 84', 90+2' · Moström 90+5' | Rapport |        |

| Aker Stadion, Molde Tilskuere: 5.650 Dommer: Pavle Radovanović (Montenegro) |

| 14. juli 2015 20:00 |

| Skënderbeu Korçë                           | 4–1     | Crusaders   |
| ------------------------------------------ | ------- | ----------- |
| Nimaga 15' · Salihi 34', 83' · Berisha 76' | Rapport | Owens 48' · |

| Skënderbeu Stadium, Korçë Tilskuere: 5.500 Dommer: Alexander Harkam (Østrig) |

| 14. juli 2015 20:00 |

| The New Saints | 0–1     | Videoton      |
| -------------- | ------- | ------------- |
|                | Rapport | Gyurcsó 77' · |

| Park Hall, Oswestry Tilskuere: 1.068 Dommer: Ján Valášek (Slovakiet) |

| 14. juli 2015 20:30 |

| Maribor  | 1–0     | Astana |
| -------- | ------- | ------ |
| Šuler 5' | Rapport |        |

| Ljudski vrt, Maribor Tilskuere: 10.458 Dommer: Carlos del Cerro Grande (Spanien) |

| 14. juli 2015 20:30 |

| Trenčín | 0–2     | Steaua Bukarest             |
| ------- | ------- | --------------------------- |
|         | Rapport | Stanciu 63' · Hamroun 70' · |

| Štadión pod Dubňom, Žilina Tilskuere: 6.936 Dommer: Alejandro Hernández Hernández (Spanien) |

| 14. juli 2015 20:45 |

| Partizan    | 1–0     | Dila Gori |
| ----------- | ------- | --------- |
| Babović 83' | Rapport |           |

| Partizan Stadium, Belgrade Tilskuere: 11.746 Dommer: Bastian Dankert (Tyskland) |

| 14. juli 2015 21:00 |

| Sarajevo | 0–2     | Lech Poznań                     |
| -------- | ------- | ------------------------------- |
|          | Rapport | Hämäläinen 40' · Thomalla 62' · |

| Asim Ferhatović Hase Stadium, Sarajevo Tilskuere: 16.500 Dommer: Paolo Valeri (Italien) |

| 15. juli 2015 18:30 |

| Qarabağ | 0–0     | Rudar Pljevlja |
| ------- | ------- | -------------- |
|         | Rapport |                |

| Tofiq Bahramov Republican Stadium, Baku Tilskuere: 28.854 Dommer: Sebastian Colțescu (Rumænien) |

| 15. juli 2015 19:00 |

| Malmö FF | 0–0     | Žalgiris Vilnius |
| -------- | ------- | ---------------- |
|          | Rapport |                  |

| Swedbank Stadion, Malmö Tilskuere: 12.436 Dommer: Eitan Shemeulevitch (Israel) |

| 15. juli 2015 19:30 |

| BATE Borisov                   | 2–1     | Dundalk        |
| ------------------------------ | ------- | -------------- |
| Karnitsky 11' · Yablonskiy 38' | Rapport | McMillan 32' · |

| Borisov Arena, Barysaw Tilskuere: 11.421 Dommer: Vlado Glođović (Serbien) |

| 15. juli 2015 20:45 |

| Celtic                    | 2–0     | Stjarnan |
| ------------------------- | ------- | -------- |
| Boyata 44' · Johansen 56' | Rapport |          |

| Celtic Park, Glasgow Tilskuere: 37.969 Dommer: Daniel Siebert (Tyskland) |

| 15. juli 2015 21:00 |

| Dinamo Zagreb | 1–1     | Fola Esch   |
| ------------- | ------- | ----------- |
| Henríquez 36' | Rapport | Hadji 25' · |

| Stadion Maksimir, Zagreb Tilskuere: 9.100 Dommer: Neil Doyle (Irland) |

#### Returkamp
| 21. juli 2015 14:30 |

| Dila Gori | 0–2     | Partizan                     |
| --------- | ------- | ---------------------------- |
|           | Rapport | Brašanac 37' · Oumarou 64' · |

| Tengiz Burjanadze Stadium, Gori Tilskuere: 3.842 Dommer: Daniel Stefański (Polen) |

Partizan vandt 3–0 samlet.
| 21. juli 2015 16:00 |

| Pyunik      | 1–0     | Molde |
| ----------- | ------- | ----- |
| Badoyan 74' | Rapport |       |

| Vazgen Sargsyan Republican Stadium, Yerevan Tilskuere: 2.500 Dommer: Anatoliy Abdula (Ukraine) |

Molde vandt 5–1 samlet.
| 21. juli 2015 17:00 |

| Milsami Orhei           | 2–1     | Ludogorets Razgrad |
| ----------------------- | ------- | ------------------ |
| Andronic 26' · Racu 89' | Rapport | Wanderson 25' ·    |

| CSR Orhei, Orhei Tilskuere: 2.970 Dommer: Svein-Erik Edvartsen (Norge) |

Milsami Orhei vandt 3–1 samlet.
| 21. juli 2015 18:00 |

| HJK          | 1–0     | Ventspils |
| ------------ | ------- | --------- |
| Havenaar 83' | Rapport |           |

| Sonera Stadium, Helsinki Tilskuere: 6.562 Dommer: Andreas Ekberg (Sverige) |

HJK vandt 4–1 samlet.
| 21. juli 2015 19:30 |

| Maccabi Tel Aviv                                                            | 5–1     | Hibernians   |
| --------------------------------------------------------------------------- | ------- | ------------ |
| Jorginho 32' (sm.) · Zahavi 58' (str.), 90' · Ben Haim II 61' · Igiebor 82' | Rapport | Soares 52' · |

| Bloomfield Stadium, Tel Aviv Tilskuere: 13.125 Dommer: Andris Treimanis (Letland) |

Maccabi Tel Aviv vandt 6–3 samlet.
| 21. juli 2015 20:00 |

| Vardar           | 1–1     | APOEL             |
| ---------------- | ------- | ----------------- |
| Ljamčevski 90+4' | Rapport | De Vincenti 60' · |

| Philip II Arena, Skopje Tilskuere: 22.540 Dommer: Davide Massa (Italien) |

1–1 samlet. APOEL vandt på reglen om udebanemål.
| 21. juli 2015 20:00 |

| Lincoln Red Imps | 0–2     | Midtjylland               |
| ---------------- | ------- | ------------------------- |
|                  | Rapport | Pušić 44' · Duelund 89' · |

| Victoria Stadium, Gibraltar Tilskuere: 1.950 Dommer: Hugo Miguel (Portugal) |

Midtjylland vandt 3–0 samlet.
| 21. juli 2015 20:10 |

| Žalgiris Vilnius | 0–1     | Malmö FF         |
| ---------------- | ------- | ---------------- |
|                  | Rapport | Tinnerholm 55' · |

| LFF Stadium, Vilnius Tilskuere: 4.933 Dommer: Benoît Bastien (Frankrig) |

Malmö FF vandt 1–0 samlet.
| 21. juli 2015 20:45 |

| Crusaders                                   | 3–2     | Skënderbeu Korçë           |
| ------------------------------------------- | ------- | -------------------------- |
| O'Flynn 50' · Snoddy 90+2' · Mitchell 90+3' | Rapport | Berisha 69' · Latifi 77' · |

| Seaview, Belfast Tilskuere: 1.548 Dommer: Christos Nicolaides (Cypern) |

Skënderbeu Korçë vandt 6–4 samlet.
| 22. juli 2015 16:00 |

| Astana                                   | 3–1     | Maribor        |
| ---------------------------------------- | ------- | -------------- |
| Dzholchiev 12' · Cañas 43' · Twumasi 58' | Rapport | Rajčević 39' · |

| Astana Arena, Astana Tilskuere: 23.650 Dommer: Adrien Jaccottet (Schweiz) |

Astana vandt 3–2 samlet.
| 22. juli 2015 20:00 |

| Fola Esch | 0–3     | Dinamo Zagreb              |
| --------- | ------- | -------------------------- |
|           | Rapport | Pjaca 29', 40' · Rog 75' · |

| Stade Josy Barthel, Luxembourg Tilskuere: 3.300 Dommer: Siarhei Tsynkevich (Hviderusland) |

Dinamo Zagreb vandt 4–1 samlet.
| 22. juli 2015 20:30 |

| Steaua Bukarest              | 2–3     | Trenčín                      |
| ---------------------------- | ------- | ---------------------------- |
| Muniru 57' · Tadé 60' (str.) | Rapport | Wesley 13', 84' · Bero 21' · |

| Arena Națională, Bucharest Tilskuere: 0 Dommer: Paweł Raczkowski (Polen) |

Steaua Bukarest vandt 4–3 samlet.
| 22. juli 2015 20:30 |

| Videoton     | 1–1     | The New Saints |
| ------------ | ------- | -------------- |
| Gyurcsó 107' | Rapport | Williams 78' · |

| Sóstói Stadion, Székesfehérvár Tilskuere: 3.268 Dommer: Nerijus Dunauskas (Litauen) |

Videoton vandt 2–1 samlet.
| 22. juli 2015 20:45 |

| Rudar Pljevlja | 0–1     | Qarabağ        |
| -------------- | ------- | -------------- |
|                | Rapport | Reynaldo 57' · |

| Stadion pod Malim Brdom, Petrovac Tilskuere: 1.400 Dommer: Georgi Kabakov (Bulgarien) |

Qarabağ vandt 1–0 samlet.
| 22. juli 2015 20:45 |

| Lech Poznań | 1–0     | Sarajevo |
| ----------- | ------- | -------- |
| Douglas 6'  | Rapport |          |

| INEA Stadion, Poznań Tilskuere: 22.205 Dommer: Kevin Clancy (Skotland) |

Lech Poznań vandt 3–0 samlet.
| 22. juli 2015 20:45 |

| Dundalk | 0–0     | BATE Borisov |
| ------- | ------- | ------------ |
|         | Rapport |              |

| Oriel Park, Dundalk Tilskuere: 3.103 Dommer: Stavros Tritsonis (Grækenland) |

BATE Borisov vandt 2–1 samlet.
| 22. juli 2015 21:15 |

| Stjarnan  | 1–4     | Celtic                                                      |
| --------- | ------- | ----------------------------------------------------------- |
| Finsen 7' | Rapport | Bitton 33' · Mulgrew 49' · Griffiths 88' · Johansen 90+3' · |

| Stjörnuvöllur, Garðabær Tilskuere: 1.022 Dommer: Jonathan Lardot (Belgien) |

Celtic vandt 6–1 samlet.

## Tredje kvalifikationsrunde

### Seedning
Tredje kvalifikationsrunde blev delt op i to sektioner: mestervejen (for vinderne af deres ligaer) og ligavejen (for hold der ikke vandt deres pågældende liga). De tabende hold fra begge sektioner deltager i playoffrunden.
I alt 30 hold deltog i tredje kvalifikationsrunde:
- Mestervejen: tre nye hold der træder ind i denne runde samt 17 vindere fra anden kvalifikationsrunde
- Ligavejen: ti nye hold træder ind i denne runde.

Lodtrækningen fandt sted den 17. juli 2015.
| Mestervejen                                                   | Mestervejen                                                      | Mestervejen                                                                | Mestervejen                                                         | Ligavejen                                            | Ligavejen                                                  |
| Gruppe 1                                                      | Gruppe 1                                                         | Gruppe 2                                                                   | Gruppe 2                                                            | Ligavejen                                            | Ligavejen                                                  |
| Seedet                                                        | Useedet                                                          | Seedet                                                                     | Useedet                                                             | Seedet                                               | Useedet                                                    |
| ------------------------------------------------------------- | ---------------------------------------------------------------- | -------------------------------------------------------------------------- | ------------------------------------------------------------------- | ---------------------------------------------------- | ---------------------------------------------------------- |
| Basel Steaua Bukarest[†] Celtic[†] Milsami Orhei[†] Astana[†] | Lech Poznań[†] Partizan[†] Qarabağ[†] HJK[†] Skënderbeu Korçë[†] | Red Bull Salzburg Viktoria Plzeň APOEL[†] BATE Borisov[†] Dinamo Zagreb[†] | Maccabi Tel Aviv[†] Malmö FF[†] Molde[†] Midtjylland[†] Videoton[†] | Shakhtar Donetsk Ajax CSKA Moskva Club Brugge Monaco | Young Boys Sparta Prag Fenerbahçe Panathinaikos Rapid Wien |

Noter
1. † Vinderne af anden kvalifikationsrunde, hvis identitet på lodtrækningstidspunktet ikke var kendt. Hold i kursiv slog et hold med en højere koefficient end holdet selv, og tog  dermed det pågældende holds koefficient med videre til lodtrækningen til tredje kvalifikationsrunde.

### Kampe
De første kampe blev spillet 28. og 29. juli, mens returkampene blev spillet den 4. og 5. august 2015.

| Hold 1            | Samlet      | Hold 2           | 1. kamp     | 2. kamp     |             |
| Mestervejen       | Mestervejen | Mestervejen      | Mestervejen | Mestervejen | Mestervejen |
| ----------------- | ----------- | ---------------- | ----------- | ----------- | ----------- |
| Lech Poznań       | 1–4         | Basel            | 1–3         | 0–1         |             |
| Milsami Orhei     | 0–4         | Skënderbeu Korçë | 0–2         | 0–2         |             |
| HJK               | 3–4         | Astana           | 0–0         | 3–4         |             |
| Celtic            | 1–0         | Qarabağ          | 1–0         | 0–0         |             |
| Steaua Bukarest   | 3–5         | Partizan         | 1–1         | 2–4         |             |
| Midtjylland       | 2–2 (u)     | APOEL            | 1–2         | 1–0         |             |
| Maccabi Tel Aviv  | 3–2         | Viktoria Plzeň   | 1–2         | 2–0         |             |
| Dinamo Zagreb     | 4–4 (u)     | Molde            | 1–1         | 3–3         |             |
| Videoton          | 1–2         | BATE Borisov     | 1–1         | 0–1         |             |
| Red Bull Salzburg | 2–3         | Malmö FF         | 2–0         | 0–3         |             |
| Ligavejen         |             |                  |             |             |             |
| Panathinaikos     | 2–4         | Club Brugge      | 2–1         | 0–3         |             |
| Young Boys        | 1–7         | Monaco           | 1–3         | 0–4         |             |
| CSKA Moskva       | 5–4         | Sparta Prag      | 2–2         | 3–2         |             |
| Rapid Wien        | 5–4         | Ajax             | 2–2         | 3–2         |             |
| Fenerbahçe        | 0–3         | Shakhtar Donetsk | 0–0         | 0–3         |             |

#### Første kamp
| 28. juli 2015 18:15 |

| CSKA Moskva             | 2–2     | Sparta Prag              |
| ----------------------- | ------- | ------------------------ |
| Dzagoev 14' · Tošić 53' | Rapport | Fatai 15' · Krejčí 57' · |

| Arena Khimki, Khimki Tilskuere: 10.500 Dommer: Javier Estrada Fernández (Spanien) |

| 28. juli 2015 19:00 |

| Milsami Orhei | 0–2     | Skënderbeu Korçë         |
| ------------- | ------- | ------------------------ |
|               | Rapport | Salihi 49', 73' (str.) · |

| Zimbru Stadium, Chișinău Tilskuere: 7.227 Dommer: Hüseyin Göçek (Tyrkiet) |

| 28. juli 2015 19:00 |

| Midtjylland | 1–2     | APOEL                                |
| ----------- | ------- | ------------------------------------ |
| Poulsen 88' | Rapport | Hansen 30' (sm.) · De Vincenti 33' · |

| MCH Arena, Herning Tilskuere: 8.253 Dommer: Slavko Vinčić (Slovenien) |

| 28. juli 2015 19:30 |

| Maccabi Tel Aviv | 1–2     | Viktoria Plzeň                  |
| ---------------- | ------- | ------------------------------- |
| Yitzhaki 79'     | Rapport | Mahmutović 17' · Petržela 21' · |

| Bloomfield Stadium, Tel Aviv Tilskuere: 13.420 Dommer: Aleksei Kulbakov (Hviderusland) |

| 28. juli 2015 20:00 |

| Panathinaikos                 | 2–1     | Club Brugge            |
| ----------------------------- | ------- | ---------------------- |
| Berg 37' · Karelis 65' (str.) | Rapport | Bolingoli-Mbombo 10' · |

| Apostolos Nikolaidis Stadium, Athen Tilskuere: 12.874 Dommer: Vladislav Bezborodov (Rusland) |

| 28. juli 2015 20:00 |

| Fenerbahçe | 0–0     | Shakhtar Donetsk |
| ---------- | ------- | ---------------- |
|            | Rapport |                  |

| Şükrü Saraçoğlu Stadium, Istanbul Tilskuere: 37.342 Dommer: Jorge Sousa (Portugal) |

| 28. juli 2015 20:15 |

| Young Boys  | 1–3     | Monaco                                     |
| ----------- | ------- | ------------------------------------------ |
| Nuzzolo 74' | Rapport | Kurzawa 64' · Carrillo 72' · Pašalić 75' · |

| Stade de Suisse, Bern Tilskuere: 16.079 Dommer: Matej Jug (Slovenien) |

| 28. juli 2015 20:30 |

| Videoton     | 1–1     | BATE Borisov    |
| ------------ | ------- | --------------- |
| Vinícius 89' | Rapport | Karnitsky 56' · |

| Sóstói Stadion, Székesfehérvár Tilskuere: 3.118 Dommer: Aleksandar Stavrev (Makedonien) |

| 28. juli 2015 21:00 |

| Dinamo Zagreb | 1–1     | Molde        |
| ------------- | ------- | ------------ |
| Henríquez 18' | Rapport | Kamara 21' · |

| Stadion Maksimir, Zagreb Tilskuere: 9.327 Dommer: Serge Gumienny (Belgien) |

| 29. juli 2015 18:00 |

| HJK | 0–0     | Astana |
| --- | ------- | ------ |
|     | Rapport |        |

| Sonera Stadium, Helsinki Tilskuere: 9.788 Dommer: Alexandru Tudor (Rumænien) |

| 29. juli 2015 19:00 |

| Red Bull Salzburg                  | 2–0     | Malmö FF |
| ---------------------------------- | ------- | -------- |
| Ulmer 51' · Hinteregger 89' (str.) | Rapport |          |

| Red Bull Arena, Wals-Siezenheim Tilskuere: 15.027 Dommer: Luca Banti (Italien) |

| 29. juli 2015 20:30 |

| Steaua Bukarest | 1–1     | Partizan        |
| --------------- | ------- | --------------- |
| Varela 81'      | Rapport | Vulićević 62' · |

| Arena Națională, Bucharest Tilskuere: 0 Dommer: Kevin Blom (Holland) |

| 29. juli 2015 20:45 |

| Lech Poznań  | 1–3     | Basel                                |
| ------------ | ------- | ------------------------------------ |
| Thomalla 36' | Rapport | Lang 34' · Janko 77' · Callà 90+2' · |

| INEA Stadion, Poznań Tilskuere: 25.478 Dommer: Anthony Taylor (England) |

| 29. juli 2015 20:45 |

| Celtic     | 1–0     | Qarabağ |
| ---------- | ------- | ------- |
| Boyata 82' | Rapport |         |

| Celtic Park, Glasgow Tilskuere: 43.011 Dommer: Robert Schörgenhofer (Østrig) |

| 29. juli 2015 21:05 |

| Rapid Wien            | 2–2     | Ajax                |
| --------------------- | ------- | ------------------- |
| Kainz 48' · Berić 76' | Rapport | Klaassen 25', 43' · |

| Ernst-Happel-Stadion, Wien Tilskuere: 43.200 Dommer: Willie Collum (Skotland) |

#### Returkamp
| 4. august 2015 19:00 |

| APOEL | 0–1     | Midtjylland      |
| ----- | ------- | ---------------- |
|       | Rapport | Sviatchenko 3' · |

| GSP Stadium, Nicosia Tilskuere: 16.070 Dommer: Bobby Madden (Skotland) |

2–2 samlet. APOEL vandt på reglen om udebanemål.
| 4. august 2015 19:00 |

| Molde                                             | 3–3     | Dinamo Zagreb                     |
| ------------------------------------------------- | ------- | --------------------------------- |
| Hussain 43' · Elyounoussi 52' (str.) · Kamara 75' | Rapport | Pjaca 17' · Ademi 20' · Rog 22' · |

| Aker Stadion, Molde Tilskuere: 7.017 Dommer: Michael Oliver (England) |

4–4 samlet. Dinamo Zagreb vandt på reglen om udebanemål.
| 4. august 2015 20:15 |

| Ajax                   | 2–3     | Rapid Wien                    |
| ---------------------- | ------- | ----------------------------- |
| Milik 52' · Gudelj 75' | Rapport | Berić 12' · Schaub 39', 77' · |

| Amsterdam Arena, Amsterdam Tilskuere: 53.502 Dommer: Ivan Kružliak (Slovakiet) |

Rapid Wien vandt 5–4 samlet.
| 4. august 2015 20:45 |

| Monaco                                                      | 4–0     | Young Boys |
| ----------------------------------------------------------- | ------- | ---------- |
| Cavaleiro 54' · Kurzawa 64' · Martial 70' · El Shaarawy 77' | Rapport |            |

| Stade Louis II, Monaco Tilskuere: 10.457 Dommer: Danny Makkelie (Holland) |

Monaco vandt 7–1 samlet.
| 5. august 2015 16:00 |

| Astana                                                        | 4–3     | HJK                                        |
| ------------------------------------------------------------- | ------- | ------------------------------------------ |
| Twumasi 44' · Cañas 47' (str.) · Shomko 56' · Postnikov 90+3' | Rapport | Jallow 4' · Baah 42' · Zeneli 86' (str.) · |

| Astana Arena, Astana Tilskuere: 27.937 Dommer: Alon Yefet (Israel) |

Astana vandt 4–3 samlet.
| 5. august 2015 18:30 |

| Qarabağ | 0–0     | Celtic |
| ------- | ------- | ------ |
|         | Rapport |        |

| Tofiq Bahramov Republican Stadium, Baku Tilskuere: 31.850 Dommer: Martin Strömbergsson (Sverige) |

Celtic vandt 1–0 samlet.
| 5. august 2015 18:45 |

| Sparta Prag           | 2–3     | CSKA Moskva                   |
| --------------------- | ------- | ----------------------------- |
| Krejčí 6' · Fatai 16' | Rapport | Musa 34', 51' · Dzagoev 76' · |

| Generali Arena, Prag Tilskuere: 16.580 Dommer: Paolo Mazzoleni (Italien) |

CSKA Moskva vandt 5–4 samlet.
| 5. august 2015 19:30 |

| BATE Borisov | 1–0     | Videoton |
| ------------ | ------- | -------- |
| Nikolić 82'  | Rapport |          |

| Borisov Arena, Barysaw Tilskuere: 12.498 Dommer: Kenn Hansen (Danmark) |

BATE Borisov vandt 2–1 samlet.
| 5. august 2015 20:15 |

| Basel           | 1–0     | Lech Poznań |
| --------------- | ------- | ----------- |
| Bjarnason 90+1' | Rapport |             |

| St. Jakob-Park, Basel Tilskuere: 18.196 Dommer: Ruddy Buquet (Frankrig) |

Basel vandt 4–1 samlet.
| 5. august 2015 20:30 |

| Partizan                                                   | 4–2     | Steaua Bukarest            |
| ---------------------------------------------------------- | ------- | -------------------------- |
| Babović 8' · Jevtović 60' · A. Živković 70' · Trujić 90+1' | Rapport | Muniru 11' · Hamroun 33' · |

| Partizan Stadium, Belgrade Tilskuere: 26.775 Dommer: István Vad (Ungarn) |

Partizan vandt 5–3 samlet.
| 5. august 2015 20:30 |

| Malmö FF                              | 3–0     | Red Bull Salzburg |
| ------------------------------------- | ------- | ----------------- |
| Đurđić 7' · Rosenberg 14' · Rodić 42' | Rapport |                   |

| Swedbank Stadion, Malmö Tilskuere: 19.522 Dommer: Michael Koukoulakis (Grækenland) |

Malmö vandt 3–2 samlet.
| 5. august 2015 20:30 |

| Club Brugge                          | 3–0     | Panathinaikos |
| ------------------------------------ | ------- | ------------- |
| Cools 53' · Vázquez 58' · Oularé 82' | Rapport |               |

| Jan Breydel Stadium, Bruges Tilskuere: 27.038 Dommer: Stefan Johannesson (Sverige) |

Club Brugge vandt 4–2 samlet.
| 5. august 2015 20:45 |

| Skënderbeu Korçë        | 2–0     | Milsami Orhei |
| ----------------------- | ------- | ------------- |
| Salihi 16' · Progni 55' | Rapport |               |

| Elbasan Arena, Elbasan Tilskuere: 7.800 Dommer: Artur Soares Dias (Portugal) |

Skënderbeu Korçë vandt 4–0 samlet.
| 5. august 2015 20:45 |

| Viktoria Plzeň | 0–2     | Maccabi Tel Aviv         |
| -------------- | ------- | ------------------------ |
|                | Rapport | Zahavi 76' (str.), 83' · |

| Doosan Arena, Plzeň Tilskuere: 11.242 Dommer: Yevhen Aranovskiy (Ukraine) |

Maccabi Tel Aviv vandt 3–2 samlet.
| 5. august 2015 20:45 |

| Shakhtar Donetsk                             | 3–0     | Fenerbahçe |
| -------------------------------------------- | ------- | ---------- |
| Hladkyy 25' · Srna 65' (str.) · Teixeira 68' | Rapport |            |

| Arena Lviv, Lviv Tilskuere: 33.179 Dommer: Felix Zwayer (Tyskland) |

Shakhtar Donetsk vandt 3–0 samlet.

## Playoffrunde

### Seedning
Playoffrunden blev delt op i to sektioner: mestervejen (for vinderne af deres ligaer) og ikke-mestervejen (for hold der ikke vandt deres pågældende liga). De tabende hold fra begge sektioner deltager i gruppespillet.
I alt 20 hold deltog i denne runde:
- Mestervejen: ti vindere fra tredje kvalifikationsrunde via mestervejen.
- Ligavejen: fem nye hold trådte ind i denne runde samt fem hold via mestervejen fra tredje kvalifikationsrunde.

Lodtrækningen fandt sted den 7. august 2015.
| Mestervejen                                                  | Mestervejen                                                               | Ligavejen                                                                      | Ligavejen                                                      |
| Seedet                                                       | Useedet                                                                   | Seedet                                                                         | Useedet                                                        |
| ------------------------------------------------------------ | ------------------------------------------------------------------------- | ------------------------------------------------------------------------------ | -------------------------------------------------------------- |
| Basel[†] Celtic[†] APOEL[†] BATE Borisov[†] Dinamo Zagreb[†] | Maccabi Tel Aviv[†] Partizan[†] Malmö FF[†] Skënderbeu Korçë[†] Astana[†] | Manchester United Valencia Bayer Leverkusen Shakhtar Donetsk[†][‡] Sporting CP | CSKA Moskva[†][‡] Lazio Club Brugge[†] Monaco[†] Rapid Wien[†] |

Noter
1. † Vinderne af tredje kvalifikationsrunde.
2. ‡ Shakhtar Donetsk og CSKA Moskva kunne ikke møde hinanden på grund af UEFA’s beslutning om, at russiske og ukrainske hold ikke kunne møde hinanden i denne kvalifikationsrunde..

### Kampe
De første kampe blev spillet den 18. og 19. august, mens returkampene blev spillet den 25. og 26. august 2015.

| Hold 1            | Samlet      | Hold 2           | 1. kamp     | 2. kamp     |             |
| Mestervejen       | Mestervejen | Mestervejen      | Mestervejen | Mestervejen | Mestervejen |
| ----------------- | ----------- | ---------------- | ----------- | ----------- | ----------- |
| Astana            | 2–1         | APOEL            | 1–0         | 1–1         |             |
| Skënderbeu Korçë  | 2–6         | Dinamo Zagreb    | 1–2         | 1–4         |             |
| Celtic            | 3–4         | Malmö FF         | 3–2         | 0–2         |             |
| Basel             | 3–3 (u)     | Maccabi Tel Aviv | 2–2         | 1–1         |             |
| BATE Borisov      | 2–2 (u)     | Partizan         | 1–0         | 1–2         |             |
| Ligavejen         |             |                  |             |             |             |
| Lazio             | 1–3         | Bayer Leverkusen | 1–0         | 0–3         |             |
| Manchester United | 7–1         | Club Brugge      | 3–1         | 4–0         |             |
| Sporting CP       | 3–4         | CSKA Moskva      | 2–1         | 1–3         |             |
| Rapid Wien        | 2–3         | Shakhtar Donetsk | 0–1         | 2–2         |             |
| Valencia          | 4–3         | Monaco           | 3–1         | 1–2         |             |

#### Første kamp
| 18. august 2015 18:00 |

| Astana         | 1–0     | APOEL |
| -------------- | ------- | ----- |
| Dzholchiev 14' | Rapport |       |

| Astana Arena, Astana Tilskuere: 30.000 Dommer: Viktor Kassai (Ungarn) |

| 18. august 2015 20:45 |

| BATE Borisov   | 1–0     | Partizan |
| -------------- | ------- | -------- |
| Gordeichuk 75' | Rapport |          |

| Borisov Arena, Barysaw Tilskuere: 11.628 Dommer: Craig Thomson (Skotland) |

| 18. august 2015 20:45 |

| Lazio     | 1–0     | Bayer Leverkusen |
| --------- | ------- | ---------------- |
| Keita 77' | Rapport |                  |

| Stadio Olimpico, Rom Tilskuere: 38.917 Dommer: Jonas Eriksson (Sverige) |

| 18. august 2015 20:45 |

| Manchester United               | 3–1     | Club Brugge        |
| ------------------------------- | ------- | ------------------ |
| Depay 13', 43' · Fellaini 90+4' | Rapport | Carrick 8' (sm.) · |

| Old Trafford, Manchester Tilskuere: 75.312 Dommer: Deniz Aytekin (Tyskland) |

| 18. august 2015 20:45 |

| Sporting CP                 | 2–1     | CSKA Moskva   |
| --------------------------- | ------- | ------------- |
| Gutiérrez 12' · Slimani 82' | Rapport | Doumbia 40' · |

| Estádio José Alvalade, Lissabon Tilskuere: 41.826 Dommer: Cüneyt Çakır (Tyrkiet) |

| 19. august 2015 20:45 |

| Skënderbeu Korçë | 1–2     | Dinamo Zagreb                 |
| ---------------- | ------- | ----------------------------- |
| Shkëmbi 37'      | Rapport | Soudani 66' · Pivarić 90+3' · |

| Elbasan Arena, Elbasan Tilskuere: 12.163 Dommer: Sergei Karasev (Rusland) |

| 19. august 2015 20:45 |

| Celtic                         | 3–2     | Malmö FF            |
| ------------------------------ | ------- | ------------------- |
| Griffiths 3', 61' · Bitton 10' | Rapport | Berget 52', 90+5' · |

| Celtic Park, Glasgow Tilskuere: 52.412 Dommer: Felix Brych (Tyskland) |

| 19. august 2015 20:45 |

| Basel                           | 2–2     | Maccabi Tel Aviv    |
| ------------------------------- | ------- | ------------------- |
| Delgado 39' (str.) · Embolo 88' | Rapport | Zahavi 31', 90+6' · |

| St. Jakob-Park, Basel Tilskuere: 15.620 Dommer: Willie Collum (Skotland) |

| 19. august 2015 20:45 |

| Rapid Wien | 0–1     | Shakhtar Donetsk |
| ---------- | ------- | ---------------- |
|            | Rapport | Marlos 44' ·     |

| Ernst-Happel-Stadion, Wien Tilskuere: 46.400 Dommer: Björn Kuipers (Holland) |

| 19. august 2015 20:45 |

| Valencia                               | 3–1     | Monaco        |
| -------------------------------------- | ------- | ------------- |
| Rodrigo 4' · Parejo 59' · Feghouli 86' | Rapport | Pašalić 49' · |

| Mestalla, Valencia Tilskuere: 45.633 Dommer: Mark Clattenburg (England) |

#### Returkamp
| 25. august 2015 20:45 |

| Dinamo Zagreb                              | 4–1     | Skënderbeu Korçë  |
| ------------------------------------------ | ------- | ----------------- |
| Soudani 9', 80' · Hodžić 15' · Taravel 55' | Rapport | Esquerdinha 10' · |

| Stadion Maksimir, Zagreb Tilskuere: 16.888 Dommer: Gianluca Rocchi (Italien) |

Dinamo Zagreb vandt 6–2 samlet.
| 25. august 2015 20:45 |

| Malmö FF                         | 2–0     | Celtic |
| -------------------------------- | ------- | ------ |
| Rosenberg 23' · Boyata 54' (sm.) | Rapport |        |

| Swedbank Stadion, Malmö Tilskuere: 20.500 Dommer: Milorad Mažić (Serbien) |

Malmö FF vandt 4–3 samlet.
| 25. august 2015 20:45 |

| Maccabi Tel Aviv | 1–1     | Basel       |
| ---------------- | ------- | ----------- |
| Zahavi 24'       | Rapport | Zuffi 11' · |

| Bloomfield Stadium, Tel Aviv Tilskuere: 13.350 Dommer: Damir Skomina (Slovenien) |

3–3 samlet. Maccabi Tel Aviv vandt på reglen om udebanemål.
| 25. august 2015 20:45 |

| Shakhtar Donetsk         | 2–2     | Rapid Wien                    |
| ------------------------ | ------- | ----------------------------- |
| Marlos 10' · Hladkyy 27' | Rapport | Schaub 13' · S. Hofmann 22' · |

| Arena Lviv, Lviv Tilskuere: 28.417 Dommer: Szymon Marciniak (Polen) |

Shakhtar Donetsk vandt 3–2 samlet.
| 25. august 2015 20:45 |

| Monaco                   | 2–1     | Valencia     |
| ------------------------ | ------- | ------------ |
| Raggi 17' · Elderson 75' | Rapport | Negredo 4' · |

| Stade Louis II, Monaco Tilskuere: 13.165 Dommer: Nicola Rizzoli (Italien) |

Valencia vandt 4–3 samlet.
| 26. august 2015 20:45 |

| APOEL      | 1–1     | Astana           |
| ---------- | ------- | ---------------- |
| Štilić 60' | Rapport | Maksimović 84' · |

| GSP Stadium, Nicosia Tilskuere: 17.699 Dommer: Martin Atkinson (England) |

Astana vandt 2–1 samlet.
| 26. august 2015 20:45 |

| Partizan                               | 2–1     | BATE Borisov    |
| -------------------------------------- | ------- | --------------- |
| Zhavnerchik 74' (sm.) · Šaponjić 90+3' | Rapport | Stasevich 25' · |

| Partizan Stadium, Belgrade Tilskuere: 27.234 Dommer: Svein Oddvar Moen (Norge) |

2–2 samlet. BATE Borisov vandt på reglen om udebanemål.
| 26. august 2015 20:45 |

| Bayer Leverkusen                             | 3–0     | Lazio |
| -------------------------------------------- | ------- | ----- |
| Çalhanoğlu 40' · Mehmedi 48' · Bellarabi 88' | Rapport |       |

| BayArena, Leverkusen Tilskuere: 28.222 Dommer: Carlos Velasco Carballo (Spanien) |

Bayer Leverkusen vandt 3–1 samlet.
| 26. august 2015 20:45 |

| Club Brugge | 0–4     | Manchester United                    |
| ----------- | ------- | ------------------------------------ |
|             | Rapport | Rooney 20', 49', 57' · Herrera 63' · |

| Jan Breydel Stadium, Bruges Tilskuere: 28.733 Dommer: Antonio Mateu Lahoz (Spanien) |

Manchester United vandt 7–1 samlet.
| 26. august 2015 20:45 |

| CSKA Moskva                 | 3–1     | Sporting CP     |
| --------------------------- | ------- | --------------- |
| Doumbia 49', 72' · Musa 85' | Rapport | Gutiérrez 36' · |

| Arena Khimki, Khimki Tilskuere: 17.259 Dommer: Pavel Královec (Tjekkiet) |

CSKA Moskva vandt 4–3 samlet.